# Sörsjön (Regna socken, Östergötland)
Sörsjön är en sjö i Finspångs kommun i Östergötland och ingår i Nyköpingsåns huvudavrinningsområde.